# Dumitru I. Popescu
Dumitru I. Popescu, romunski general, * 1883, † 1970.